# فهرست پارک‌های ملی فنلاند
۴۱ پارک ملی در فنلاند وجود دارد. همه آن‌ها توسط شرکت دولتی متسه‌هالیتوس مدیریت می‌شوند. مساحت کل پارک‌های ملی ۹٬۸۹۲ کیلومتر مربع (۳٬۸۱۹ مایل مربع) یعنی  ۲٫۷ درصد از کل مساحت فنلاند است.
در مجموع ۳٫۲ میلیون نفر در سال ۲۰۱۸ از پارک ها بازدید کردند  در طول دنیاگیری کووید-۱۹، تعداد بازدیدکنندگان پارک ملی به شدت افزایش یافت و در مجموع ۸٫۵ میلیون نفر در سال ۲۰۲۱ از پارک‌ها بازدید کردند. 

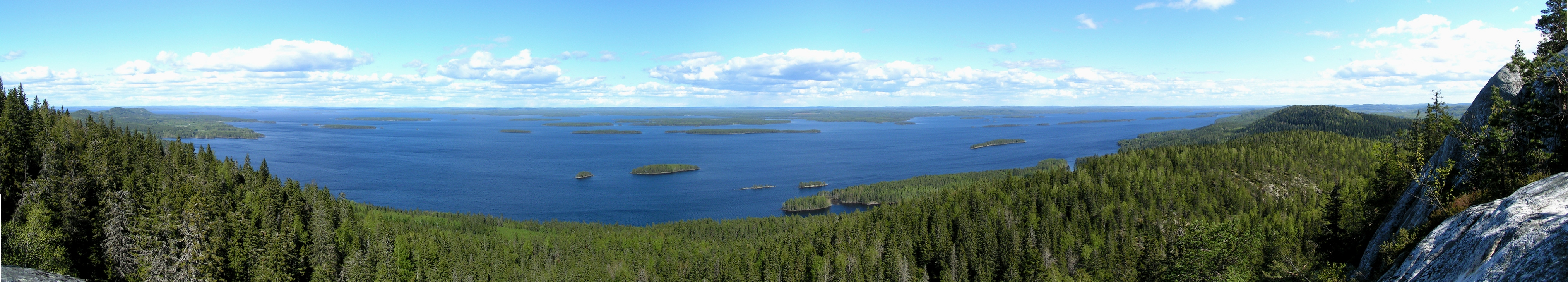
دریاچه پیلینن از تپه‌ای در پارک ملی کولی دیده می‌شود.

| پارک ملی              | تصویر | منطقه                                 | مساحت کیلومتر مربع | تاسیس | بازدید (۲۰۲۱) | مختصات                                                         |
| --------------------- | ----- | ------------------------------------- | ------------------ | ----- | ------------- | -------------------------------------------------------------- |
| مجمع‌الجزایر           |       | جنوب غرب فنلاند                       | ۵۰۰                | ۱۹۸۲  | ۸۴٬۰۰۰        | ۵۹°۵۴′۵۳″ شمالی ۲۱°۵۲′۳۹″ شرقی / ۵۹٫۹۱۴۷۲°شمالی ۲۱٫۸۷۷۵۰°شرقی  |
| خلیج بوتنیان          |       | لاپلند                                | ۲٫۵                | ۱۹۹۱  | ۶٬۳۰۰         | ۶۵°۳۷′ شمالی ۰۲۴°۱۹′ شرقی / ۶۵٫۶۱۷°شمالی ۲۴٫۳۱۷°شرقی           |
| تی‌یو                  |       | جنوب غرب فنلاند                       | ۳۳٫۸۵              | ۲۰۱۵  | ۱۰۴٬۷۰۰       | ۶۰°۱۳′۲۶″ شمالی ۰۲۲°۵۷′۳۷″ شرقی / ۶۰٫۲۲۳۸۹°شمالی ۲۲٫۹۶۰۲۸°شرقی |
| دریای بوتنیان         |       | جنوب غرب فنلاند و ساتاکونتا           | ۹۱۳                | ۲۰۱۱  | ۹۵٬۳۰۰        | ۶۱°۳۲′۰۶″ شمالی ۲۱°۳۳′۵۰″ شرقی / ۶۱٫۵۳۵۰۰°شمالی ۲۱٫۵۶۳۸۹°شرقی  |
| خلیج شرقی فنلاند      |       | کومن‌لاکسو                             | ۶٫۷                | ۱۹۸۲  | ۱۶٬۳۰۰        | ۶۰°۱۷′۵″ شمالی ۲۷°۱۶′۲۶″ شرقی / ۶۰٫۲۸۴۷۲°شمالی ۲۷٫۲۷۳۸۹°شرقی   |
| مجمع الجزایر تامی‌سارن |       | اوسیما                                | ۵۲                 | ۱۹۸۹  | ۵۹٬۴۰۰        | ۵۹°۴۹′۲۲″ شمالی ۲۳°۲۷′۱۵″ شرقی / ۵۹٫۸۲۲۷۸°شمالی ۲۳٫۴۵۴۱۷°شرقی  |
| هلوتن‌یروی             |       | پیرکانما                              | ۴۹٫۸               | ۱۹۸۲  | ۶۷٬۰۰۰        | ۶۲°۲′ شمالی ۲۳°۵۱′ شرقی / ۶۲٫۰۳۳°شمالی ۲۳٫۸۵۰°شرقی             |
| هیدن‌پرتی              |       | کاینو                                 | ۴۵                 | ۱۹۸۲  | ۱۵٬۰۰۰        | ۶۳°۵۲′۲۲″ شمالی ۲۹°۳′۳۱″ شرقی / ۶۳٫۸۷۲۷۸°شمالی ۲۹٫۰۵۸۶۱°شرقی   |
| هوسا                  |       | کاینو                                 | ۱۱                 | ۲۰۱۷  | ۱۱۲٬۹۰۰       | ۶۵°۲۹′۲۳″ شمالی ۲۹°۱۹′۲۵″ شرقی / ۶۵٫۴۸۹۷۲°شمالی ۲۹٫۳۲۳۶۱°شرقی  |
| ایسویروی              |       | فنلاند مرکزی                          | ۱۹                 | ۱۹۸۲  | ۳۰٬۲۰۰        | ۶۱°۴۱′۵۴″ شمالی ۲۵°۰′۳۹″ شرقی / ۶۱٫۶۹۸۳۳°شمالی ۲۵٫۰۱۰۸۳°شرقی   |
| کاوهانوا-پفین‌کانگاس   |       | اوستروبوتنیای جنوبی- ساتاکونتا        | ۵۷                 | ۱۹۸۲  | ۲۹٬۷۰۰        | ۶۲°۱۰′۴۵″ شمالی ۲۲°۲۴′۲۳″ شرقی / ۶۲٫۱۷۹۱۷°شمالی ۲۲٫۴۰۶۳۹°شرقی  |
| کولی                  |       | کارلیای شمالی                         | ۳۰                 | ۱۹۹۱  | ۲۵۶٬۹۰۰       | ۶۳°۳′۲۷″ شمالی ۲۹°۵۳′۱۴″ شرقی / ۶۳٫۰۵۷۵۰°شمالی ۲۹٫۸۸۷۲۲°شرقی   |
| کلوسی                 |       | ساوونیای جنوبی                        | ۲۳                 | ۱۹۹۰  | ۱۷٬۲۰۰        | ۶۲°۱۵′۲۷″ شمالی ۲۸°۴۹′۰″ شرقی / ۶۲٫۲۵۷۵۰°شمالی ۲۸٫۸۱۶۶۷°شرقی   |
| کننوسی جنوبی          |       | فنلاند مرکزی / ساوونیای شمالی         | ۱۵٫۴۴              | ۲۰۱۴  | ۳۸٬۶۰۰        | ۶۲°۳۳′۳۰″ شمالی ۲۶°۳۸′۵۰″ شرقی / ۶۲٫۵۵۸۳۳°شمالی ۲۶٫۶۴۷۲۲°شرقی  |
| کورین‌راهکا            |       | جنوب غرب فنلاند                       | ۲۹                 | ۱۹۹۸  | ۷۷٬۶۰۰        | ۶۰°۴۳′۱۴″ شمالی ۲۲°۲۳′۱″ شرقی / ۶۰٫۷۲۰۵۶°شمالی ۲۲٫۳۸۳۶۱°شرقی   |
| لوهان‌وری              |       | اوستروبوتنیای جنوبی                   | ۵۳                 | ۱۹۸۲  | ۲۰٬۵۰۰        | ۶۲°۰۹′۷″ شمالی ۲۲°۱۰′۳۰″ شرقی / ۶۲٫۱۵۱۹۴°شمالی ۲۲٫۱۷۵۰۰°شرقی   |
| لیون‌مکی               |       | فنلاند مرکزی                          | ۲۹                 | ۲۰۰۳  | ۳۳٬۴۰۰        | ۶۱°۵۶′ شمالی ۲۶°۲′ شرقی / ۶۱٫۹۳۳°شمالی ۲۶٫۰۳۳°شرقی             |
| لممن‌یوکی              |       | لاپ‌لند                                | ۲٬۸۵۰              | ۱۹۵۶  | ۲۹٬۵۰۰        | ۶۸°۳۰′ شمالی ۲۵°۳۰′ شرقی / ۶۸٫۵۰۰°شمالی ۲۵٫۵۰۰°شرقی            |
| لی‌یس‌یروی              |       | تاواستیای اصلی                        | ۲۲                 | ۱۹۵۶  | ۶۰٬۱۰۰        | ۶۰°۴۰′۵۰″ شمالی ۲۳°۵۱′۳۰″ شرقی / ۶۰٫۶۸۰۵۶°شمالی ۲۳٫۸۵۸۳۳°شرقی  |
| لین‌نان‌ساری            |       | ساوونیای جنوبی / ساوونیای شمالی       | ۳۸                 | ۱۹۵۶  | ۳۶٬۰۰۰        | ۶۲°۶′۳۸″ شمالی ۲۸°۳۰′۳۴″ شرقی / ۶۲٫۱۱۰۵۶°شمالی ۲۸٫۵۰۹۴۴°شرقی   |
| نوکسیو                |       | اوسیما                                | ۴۵                 | ۱۹۹۴  | ۳۱۴٬۵۰۰       | ۶۰°۱۸′۲۷″ شمالی ۲۴°۲۹′۵۷″ شرقی / ۶۰٫۳۰۷۵۰°شمالی ۲۴٫۴۹۹۱۷°شرقی  |
| اولانکا               |       | اوستروبوتنیای شمالی / لاپلند (فنلاند) | ۲۷۰                | ۱۹۵۶  | ۲۵۳٬۳۰۰       | ۶۶°۲۲′۳۲″ شمالی ۲۹°۲۰′۱۹″ شرقی / ۶۶٫۳۷۵۵۶°شمالی ۲۹٫۳۳۸۶۱°شرقی  |
| پی‌ینه                 |       | پی‌ینه تاواستیا                        | ۱۴                 | ۱۹۹۳  | ۱۵٬۰۰۰        | ۶۱°۲۳′۱۲″ شمالی ۲۵°۲۳′۳۶″ شرقی / ۶۱٫۳۸۶۶۷°شمالی ۲۵٫۳۹۳۳۳°شرقی  |
| پاللاس- اوللس‌تونتوری  |       | لاپ‌لند                                | ۱٬۰۲۰              | ۲۰۰۵  | ۶۹۹٬۲۰۰       | ۶۸°۹′۳۲″ شمالی ۲۴°۲′۲۵″ شرقی / ۶۸٫۱۵۸۸۹°شمالی ۲۴٫۰۴۰۲۸°شرقی    |
| پاتوین‌سوئو            |       | کارلیای شمالی                         | ۱۰۵                | ۱۹۸۲  | ۲۰٬۲۰۰        | ۶۳°۶′۴۱″ شمالی ۳۰°۴۲′۱۶″ شرقی / ۶۳٫۱۱۱۳۹°شمالی ۳۰٫۷۰۴۴۴°شرقی   |
| پتکل‌یروی              |       | کارلیای شمالی                         | ۶                  | ۱۹۵۶  | ۲۹٬۸۰۰        | ۶۲°۳۵′ شمالی ۳۱°۱۱′ شرقی / ۶۲٫۵۸۳°شمالی ۳۱٫۱۸۳°شرقی            |
| پوریروی-ایسوسوو       |       | پیرکانما / ساتاکونتا                  | ۲۷                 | ۱۹۹۳  | ۲۱٬۷۰۰        | ۶۱°۱۴′۵۷″ شمالی ۲۲°۳۴′۱″ شرقی / ۶۱٫۲۴۹۱۷°شمالی ۲۲٫۵۶۶۹۴°شرقی   |
| پوهه-هککی             |       | فنلاند مرکزی                          | ۱۳                 | ۱۹۵۶  | ۲۱٬۴۰۰        | ۶۲°۵۰′۴۴″ شمالی ۲۵°۲۸′۲۱″ شرقی / ۶۲٫۸۴۵۵۶°شمالی ۲۵٫۴۷۲۵۰°شرقی  |
| پوهه-لوستو            |       | لاپ‌لند                                | ۱۴۲                | ۲۰۰۵  | ۲۳۲٬۷۰۰       | ۶۷°۳′۵۹″ شمالی ۲۶°۵۸′۲۵″ شرقی / ۶۷٫۰۶۶۳۹°شمالی ۲۶٫۹۷۳۶۱°شرقی   |
| رپووسی                |       | اوستروبوتنیای شمالی / کاینو           | ۱۵                 | ۲۰۰۳  | ۱۷۲٬۹۰۰       | ۶۱°۱۱′ شمالی ۲۶°۵۳′ شرقی / ۶۱٫۱۸۳°شمالی ۲۶٫۸۸۳°شرقی            |
| ریسی‌تونتوری           |       | لاپلند                                | ۷۷                 | ۱۹۸۲  | ۸۹٬۹۰۰        | ۶۶°۱۴′ شمالی ۲۸°۳۰′ شرقی / ۶۶٫۲۳۳°شمالی ۲۸٫۵۰۰°شرقی            |
| روکوآ                 |       | اوستروبوتنیای شمالی / کاینو           | ۴٫۳                | ۱۹۵۶  | ۶۲٬۶۰۰        | ۶۴°۳۳′۲۲″ شمالی ۲۶°۳۰′۳۶″ شرقی / ۶۴٫۵۵۶۱۱°شمالی ۲۶٫۵۱۰۰۰°شرقی  |
| سالامایروی            |       | اوستروبوتنیای مرکزی / فنلاند مرکزی    | ۶۲                 | ۱۹۸۲  | ۲۲٬۴۰۰        | ۶۳°۱۶′ شمالی ۲۴°۴۵′ شرقی / ۶۳٫۲۶۷°شمالی ۲۴٫۷۵۰°شرقی            |
| سیتسمینن              |       | پیرکانما                              | ۴۵٫۵               | ۱۹۸۲  | ۴۸٬۲۰۰        | ۶۱°۵۶′ شمالی ۲۳°۲۶′ شرقی / ۶۱٫۹۳۳°شمالی ۲۳٫۴۳۳°شرقی            |
| سیپون‌کرپی             |       | اوسیما                                | ۱۸٫۶               | ۲۰۱۱  | ۱۴۶٬۴۰۰       | ۶۰°۱۸′۵۴″ شمالی ۲۵°۱۳′۸″ شرقی / ۶۰٫۳۱۵۰۰°شمالی ۲۵٫۲۱۸۸۹°شرقی   |
| سی‌اوته                |       | اوستروبوتنیای شمالی / لاپلند (فنلاند) | ۲۹۹                | ۲۰۰۰  | ۱۱۷٬۸۰۰       | ۶۵°۴۴′۵۱″ شمالی ۲۷°۵۴′۴۳″ شرقی / ۶۵٫۷۴۷۵۰°شمالی ۲۷٫۹۱۱۹۴°شرقی  |
| تیلی‌کایروی            |       | ساوونیای شمالی / کاینو                | ۳۴                 | ۱۹۸۲  | ۲۵٬۳۰۰        | ۶۳°۴۰′ شمالی ۲۸°۱۸′ شرقی / ۶۳٫۶۶۷°شمالی ۲۸٫۳۰۰°شرقی            |
| توررون‌سوئو            |       | تاواستیای اصلی                        | ۲۵٫۵               | ۱۹۹۰  | ۵۵٬۵۰۰        | ۶۰°۴۴′ شمالی ۲۳°۳۷′ شرقی / ۶۰٫۷۳۳°شمالی ۲۳٫۶۱۷°شرقی            |
| اورهو ککونن           |       | لاپ‌لند                                | ۲٬۵۵۰              | ۱۹۸۳  | ۴۴۶٬۳۰۰       | ۶۸°۱۳′۵″ شمالی ۲۸°۸′۲۵″ شرقی / ۶۸٫۲۱۸۰۶°شمالی ۲۸٫۱۴۰۲۸°شرقی    |
| والکموسا              |       | کومن‌لاکسو                             | ۱۷                 | ۱۹۹۶  | ۲۵٬۴۰۰        | ۶۰°۳۴′ شمالی ۲۶°۴۴′ شرقی / ۶۰٫۵۶۷°شمالی ۲۶٫۷۳۳°شرقی            |